# Shadowrun (SNES)
Shadowrun är ett actionrollspel satt i cyberpunk-miljö, spelet släpptes till Super Nintendo och är baserat på bordsrollspelet med samma namn av FASA. Spelet utvecklades av det australiensiska företaget Beam Software (numera under namnet Melbourne House) och släpptes första november 1993 av Data East. Shadowrun är ett av få Super Nintendo-spel som översattes till svenska.

## Story
Spelaren tar kontroll över Jake Armitage, en kurir som blir nedskjuten och nästan dödad på Seattles gator år 2050. Han vaknar upp på ett bårhus med allvarlig minnesförlust, och minns inte varför han blev skjuten.

## Spelstil
Som ett action-RPG sammanbinder Shadowrun både bordsrollspelets statistik tillsammans med tv-spelsvärldens realtid. Till exempel styr spelaren Jake genom att flytta runt honom med sin handkontroll och när han blir attackerad måste han använda vapen eller magiska kommandon för att besvara elden. Vissa strider i spelet kräver skarpa reflexer. Spelet blir ännu mer komplicerat då staden Seattle som spelet utspelar sig i är en väldigt hård stat, på nästan varje spelbild finns minst en gömd lönnmördare, som från sina gömställen börjar skjuta på Jake. Spelaren måste då direkt hitta källan till attacken och döda fienden.
Jake bygger under spelets gång upp sin "karma" genom att döda fiender — de enklare fienderna ger lite karma, de svårare fienderna mycket. Denna karma kan sedan användas av spelaren för att ge Jake vissa färdigheter och magiska krafter. Fysiska attribut inkluderar bland enkla faktorer som hur mycket hälsa Jake har. Han har också möjligheten att lära sig nya färdigheter, som att förhandla om priset vilket ger lägre priser i affärer och ledarskap som gör att han har lättare att behålla sina medhjälpare.
Det är möjligt att anlita medhjälpare (sk runners). Men då spelet är för en spelare följer medhjälpare Jake tätt i hälarna och skjuter så fort de ser fienden. Maximala antalet som kan anlitas beror på Jakes karisma-nivå och om han har ledarskapsförmågan kan han behålla medhjälparna längre. Om medhjälpare dör så återskapas de på platsen där Jake först anlitade dem. Beroende på den anlitade medhjälparens styrka och skicklighet kan spelaren ge honom vapen och rustning.
När Jake pratar med karaktärer och hör ett nytt och ovanligt ord så blir detta understruket och sen tillagt till en databas så att han senare kan använda sig av dem. När han sedan pratar med andra icke spelbara karaktärer kan han fråga dem om det nya ordet han lärt sig och kan därmed flytta spelets historia framåt.
Spelet innehåller även ett ovanligt sätt att gå in i cyberspace. En viss punkt i spelet kan Jake, genom att använda ett så kallat cyberdeck, och hacka sig in i datorer för att få fram information och tjäna pengar. Under dessa sekvenser blir spelet tvådimensionellt där en ikon av Jake rör sig i cybervärlden, slåss mot försvarsprogram och hämtar data. Precis som i verklighetens Shadowrun och i vanlig cyberpunklitteratur: om man dör i cyberspace dör man i verkliga livet också.

### Fotnoter
1. ↑  ”Shadowrun” (på engelska). Mobygames. https://www.mobygames.com/game/shadowrun_. Läst 8 december 2017.